# Tiffany Walker
Tiffany Walker (Adare, 1º marzo 1976) è un'ex attrice pornografica irlandese.
È cresciuta a Wolverhampton, in Inghilterra, dove i suoi genitori andarono vivere un anno dopo la sua nascita. Al momento del loro divorzio, ha abbandonato gli studi per andare a Londra e infine entrare nella pornografia. Ha anche posato per numerose riviste, come Hustler, Penthouse e Playboy (edizione francese).

## Filmografia parziale
- 1995: Schoolgirl Fantasies 1
- 1995: Debbie: Class of 95 - Debbie in Detention
- 1996: World Sex Tour 7: London
- 1997: Dildo Dan and Jan
- 1998: Seventeen: Teen Town 6
- 1999: Classmates in Heat
- 2000: Teenage Perversions 8
- 2001: Confessions of Naughty Students
- 2002: Bed-Sit Students
- 2003: Dodger DVD 87